# 友よ (P.F.M. のアルバム)
『友よ』（ともよ、Per Un Amico）は、プレミアータ・フォルネリア・マルコーニ（P.F.M.、後述）のアルバム第2作。本国イタリアで1972年に発表された。
彼等の海外でのデビュー・アルバム『幻の映像』（1973年）の母体となった作品である。

## 概要
本作発表後、プレミアータ・フォルネリア・マルコーニはエマーソン・レイク・アンド・パーマーが所有するマンティコア・レコードと契約を結んで海外進出を図ることになった。本作の全収録曲にデビュー・アルバム『幻想物語』の収録曲1曲と新曲1曲が加えられ、そのうちの5曲にマンティコアに所属する元キング・クリムゾンの作詞家ピート・シンフィールドが英語の歌詞をつけた。彼等はシンフィールドとクラウディオ・ファビと共にプロデューサーを務めてアルバム『幻の映像』を制作して、1973年海外デビューを果たした。
日本では『幻の映像』のみ国内盤LPが発売され、本作は長らく輸入盤でしか入手できなかった。日本盤LP（K28P 722）とCD（K32Y 2156）が発売されたのは1988年。『幻想物語』と共にキングレコードの「ヨーロピアン・ロック・コレクション」（クライムシリーズ）に含まれた。

## 収録曲
※ 括弧内は『幻の映像』での邦題。
1. ほんの少しだけ（人生は川のようなもの） - APPENA UN PO' (7:40)
2. 生誕（ミスター9～5時） - GENERALE (4:18)
3. 友よ（幻の映像） - PER UN AMECO (5:23)
4. 晩餐会（晩餐会の三人の客） - IL BANCHETTO (8:39)
5. ゼラニウム（プロムナード・ザ・パズル） - GERANIO (8:04)

- 「ほんの少しだけ」は冒頭部にシンセサイザー等による演奏が数十秒にわたって収録されている。『幻の映像』の「人生は川のようなもの」ではそれが省略され、アコースティックギターによる演奏から開始される。
- 「生誕」はインストゥルメンタル。『幻の映像』の「ミスター9～5時」にはシンフィールドによって英語の歌詞がつけられた。

## グループ名
プレミアータ・フォルネリア・マルコーニがPFM（P.F.M.）という略称を使用し始めたのは、1973年に『幻の映像』を発表する時だった。本作は1972年に発表されたので、ジャケットにはPremiata Forneria Marconiと記されて略称は使用されていない。ただし1988年にキングレコードから発売された初の日本盤CD（K32Y 2156）のオビには『友よ/PFM』と記載されている。